# 威尔士亲王-海德人口普查区
威爾斯親王-海德人口普查區（英語：Prince of Wales–Hyder Census Area）為美國阿拉斯加州之人口普查區，2010年人口普查中此普查區人口有5,559人。由於此普查區為非建制自治市鎮，故無設置首府。克雷格與梅特拉卡特拉為區內最大聚居地。此普查區曾名「威爾斯親王-外克奇坎人口普查區」（Prince of Wales–Outer Ketchikan Census Area），然而在2008年外克奇坎部分區域（不包含海德與安妮特島等毗鄰區域）併入至克奇坎門自治市鎮後更為現名。

## 地理
根據美国人口调查局的資料顯示，威爾斯親王-海德人口普查區之面積為7,683平方英里（19,900平方），其中3,923平方英里（10,160平方）為陸地，3,760平方英里（9,700平方）或48.9%為水體。海德與安妮特島皆為威爾斯親王-海德人口普查區之外飛地，其四周皆由克奇坎門自治市鎮所包圍。克奇坎門自治市鎮在領地調整前曾是此普查區之內飛地。

### 毗鄰自治市鎮與人口普查區
- 彼得堡自治市镇 – 北方
- 兰格尔 – 東北方
- 克奇坎門自治市鎮 – 威爾斯親王與海德之間
- 基蒂馬特-斯蒂金地區（英语：Regional District of Kitimat-Stikine） – 東方
- 斯基納-夏洛特王后地區（英语：Skeena-Queen Charlotte Regional District） – 南方

### 國家保護區
- 阿拉斯加海洋國家野生動物保護區（英语：Alaska Maritime National Wildlife Refuge）（阿拉斯加灣部分）
  - 福里斯特島野地（英语：Forrester Island Wilderness）
- 通加斯国家森林（部分）
  - 卡爾他河野地（英语：Karta River Wilderness）
  - 莫里耶島野地（英语：Maurille Islands Wilderness）
  - 南威爾斯親王野地（英语：South Prince of Wales Wilderness）
  - 沃倫德島野地（英语：Warren Island Wilderness）

## 人口
| 调查年                                                      | 人口  | 备注  | %±    |
| ----------------------------------------------------------- | ----- | ----- | ----- |
| 1960                                                        | 1,772 |       | —     |
| 1970                                                        | 2,106 |       | 18.8% |
| 1980                                                        | 3,822 |       | 81.5% |
| 1990                                                        | 6,278 |       | 64.3% |
| 2000                                                        | 6,146 |       | −2.1% |
| 2010                                                        | 5,559 |       | −9.6% |
| 2018年估计                                                  | 6,422 | [ 2 ] | 15.5% |
| U.S. Decennial Census 1790–19601900–1990 1990–20002010–2018 |       |       |       |

根據2010年美國人口普查，此普查區人口有5,559人，其中男性有3,070人，女性有2,489人，人口密度為每平方公里0.28人，住房計2,992棟，住戶計2,194戶。在此區中，白人有2,799人，非裔美國人有17人，美國原住民有2,207人，亞裔美國人有21人，太平洋島裔美國人有21人，其他種族有20人，混血種族有474人。此外有127人為西班牙裔或拉丁裔美國人。
此普查區之戶數計2,194戶，其中已婚夫婦且同居者有991戶，無妻男性住戶有185戶，無夫女性住戶有230戶。另外非家庭者有788戶，其中獨居住戶有655戶。
此普查區居民之年齡結構，未滿18歲者有1,424人；18歲至24歲之間者有421人；25歲至44歲之間者有1,311人；45歲至64歲之間者有1,844人；65歲（含）以上者有559人。此普查區之年齡中位數為39.9歲，而男性年齡中位數為40.9歲，女性年齡中位數為38.9歲。

## 聚居地

### 城市
- 科夫曼湾
- 克雷格
- 埃德納貝（英语：Edna Bay, Alaska）
- 海达堡
- 卡克
- 卡萨安
- 克拉瓦克
- 亚历山大港
- 索恩湾

### 人口普查區
- 霍利斯
- 海德
- 梅特拉卡特拉
- 瑙卡蒂灣
- 貝克點
- 保護港
- 鯨魚山口

### 未建制地區
- 瀑布

## 外部連結
- Prince of Wales–Hyder Census Area map, January 2014: Alaska Department of Labor